# Wilhelm Traube
Wilhelm Traube (Ratibor, 1866. január 10. – Berlin, 1942. szeptember 28.) zsidó-német kémikus és egyetemi tanár. Ő azonosította és szintetizálta először a teofillin szerkezetét.

## Élete
A Porosz Királyság részét képző Sziléziában született a magánkutató Moritz Traube gyermekeként. Habár zsidó családba született, később a Porosz Keresztény Egyház tagja volt.
1935-ben a Harmadik Birodalom származása miatt megtiltotta, hogy tanítson. 1942-ben tartóztatták le, bebörtönözték, súlyosan bántalmazták, amit nem élt túl.